# Feliks Janiewicz

Noten von Les Lanciers

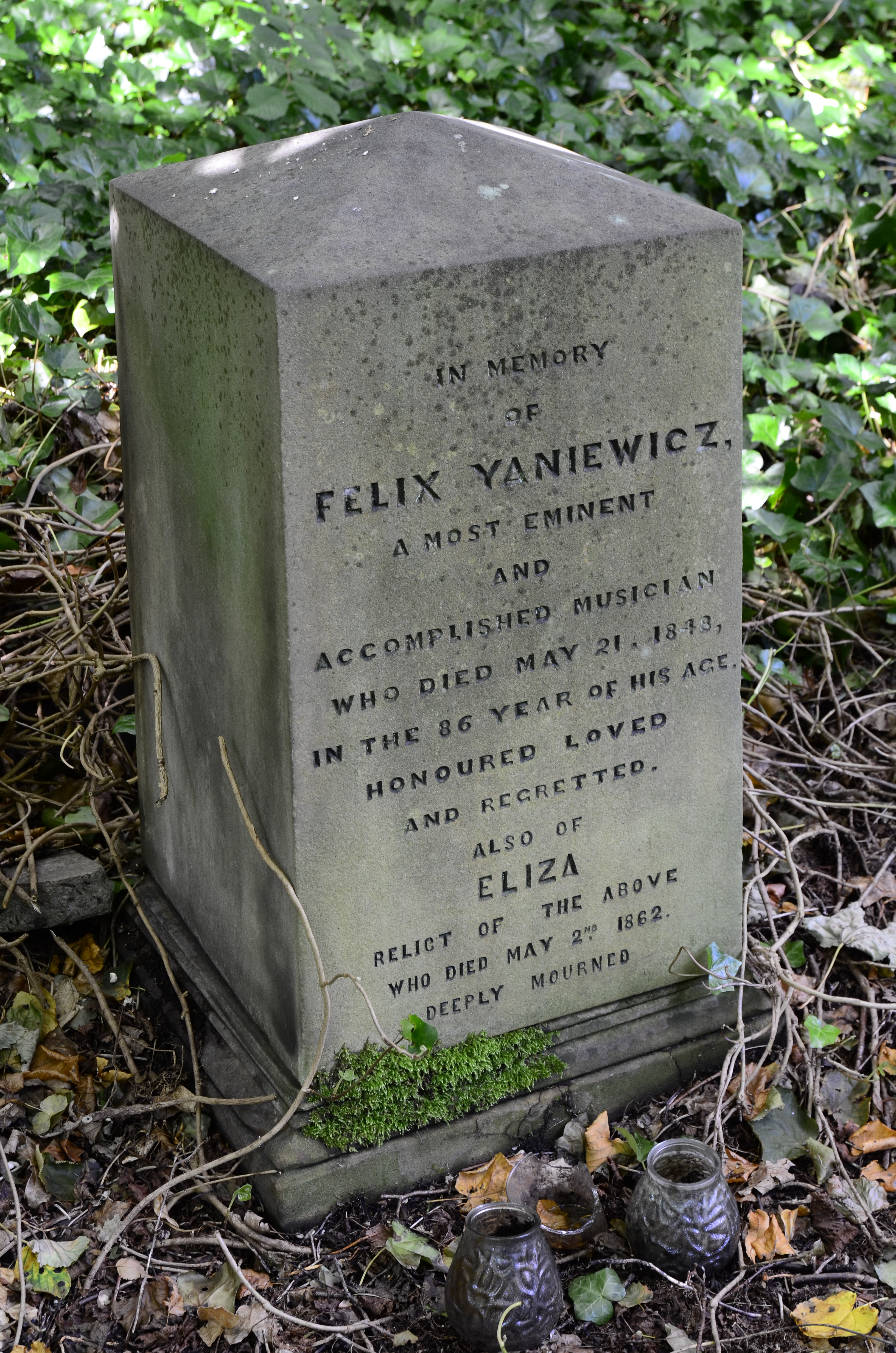
Grabstein auf dem Warriston Cemetery in Edinburgh

Feliks Janiewicz (* 1762 in Wilna; † 21. Mai 1848 in Edinburgh) war ein polnisch-britischer Komponist und Violinist.

## Leben
Janiewicz war seit dem Jahre 1777 Violinist der Königlichen Kapelle in Warschau. König Stanislaus II. August war von seinen Fähigkeiten beeindruckt und ermöglichte ihm ein Musikstudium in Nancy, wo er möglicherweise bei Joseph-Barnabé Saint-Sevin studierte. Für die relativ kleine Stadt dürfte weniger der musikalische Rang gesprochen haben als die Tatsache, dass der polnische König über Besitzungen in Lothringen verfügte, die Janiewiczs Aufenthalt wirtschaftlich stützten. Auf Vermittlung des Königs reiste Janiewicz nach Wien, wo er Joseph Haydn und Wolfgang Amadeus Mozart begegnete, wobei letztere von Janiewiczs Spiel besonders beeindruckt gewesen sein soll. Sein Wiener Debüt gab Janiewicz im Februar 1785 am Burgtheater. Weitere Reisen führten ihn nach Italien, wo ihn Fürstin Izabela Lubomirska förderte und ihm Unterricht bei Pietro Nardini und Gaetano Pugnani ermöglichte. Ein Jahr später ließ er sich in Paris nieder, wo er am 23. Dezember 1787 sein Debüt beim Concert Spirituel gab. Janiewicz erwarb die Aufmerksamkeit verschiedener Angehöriger des französischen Königshauses, wodurch er mit Ausbruch der Französischen Revolution in Gefahr geriet. Da auch die Verhältnisse in Polen instabil wurden, floh er nach London und blieb bis zu seinem Lebensende in Großbritannien.
Während des ersten Londonaufenthalts Joseph Haydns spielte Janiewicz unter Haydns Dirigat mit dem von Johann Peter Salomon aufgestellten Orchester. Gegen Ende von Haydns Engagement spielte er 1792 Solokonzerte in den Hanover Square Rooms. Im selben Jahr wurde er bei Auftritten in Bath als der „gefeierte Mr Yaniewicz“ (the celebrated Mr Yaniewicz) angekündigt. Seit dieser Zeit benutzte er die anglisierte Schreibweise seines Namens Felix Yaniewicz.
Janiewicz zog nach Liverpool, das vor dem Slave Trade Act 1807 durch den mit dem Sklavenhandel erworbenen Wohlstand als beliebte Residenz galt. Hier heiratete er 1799 Eliza Breeze und war gesellschaftlich anerkannt, wie eine Zeitungsnotiz im Jahr nach der Hochzeit nahelegt. Dieser Notiz zufolge wurde er als Mann wahrgenommen, der das Angenehme mit dem Nützlichen verbinde, in Liverpool verheiratet sei, die Konzerte leite und gleichzeitig Geschäftsmann sei. Aus der Ehe gingen zwei Töchter und ein Sohn hervor. Die Töchter Felicja und Paulina wurden Musikerinnen, der Sohn Felix Junior wurde Arzt. 1801 eröffnete er in der Lord Street ein Musikaliengeschäft, zu dem auch eine Niederlassung am Londoner Leicester Square gehörte. Hier nutzte er exklusive Konzerte, um vermögende Gönner zu gewinnen und warb mit Instrumenten, die von den führenden Instrumentenlehrer genutzt sein sollten. Zu den Partnern, mit denen er seine Geschäfte betrieb, gehörte zunächst der Londoner Klavierbauer Thomas Loud. Als sein Geschäft 1812 in der Lord Street neue Räumlichkeiten bezog, warb er mit dem Angebot von Flügeln und Klavieren namhafter Hersteller wie Clementi & Co., Broadwood, Stodart oder Tomkinson, wobei er 50 und mehr Instrumente gleichzeitig vorrätig zu haben angab. Sein letzter Geschäftspartner war der Flötist Gaspard Weiss, der das Liverpooler Geschäft betreute. Der Musikalienhandel wurde 1817 aufgegeben.
1813 war er Gründungsmitglied der London Philharmonic Society, deren Konzerte er als Kapellmeister leitete. Unter anderem gab er 1814 die erste britische Aufführung von Ludwig van Beethovens Oratorium Christus am Ölberge. Seit 1815 lebte er als Dirigent der Musical Society in Edinburgh, wo er bereits ab 1804 in von Domenico Corri organisierten Abonnementkonzerten aufgetreten war. 1815 gehörte er zu den Mitbegründern des ersten Edinburgh Music Festival. Das im Herbst innerhalb zweier Monate dargebotene Programm umfasste unter anderem die Oratorien Die Schöpfung und Georg Friedrich Händels Messiah sowie Sinfonien und Konzerte von Haydn, Mozart und Beethoven und wurde von einer großen Zahl von Patronen aus der Aristokratie gefördert. Als sich Corri 1816 zurückzog, übernahm Janiewicz neben der Orchesterleitung auch die Rolle des führenden Konzertveranstalters. Sein Abschiedskonzert gab er 1829 im Alter von 67 Jahren, nach anderen Angaben erst zwei Jahre später, und verbrachte seinen Lebensabend in Edinburgh, wo er bis zu seinem Tod in der Great King Street lebte. Hier besuchte ihn Niccolò Paganini während einer Tournee im Jahr 1831. Der „Teufelsgeiger“ bezeichnete Janiewicz als seinen Meister und versprach, diesen im Folgejahr erneut zu besuchen und mit ihm gemeinsam zu spielen. Der Besuch fand statt, der Auftritt jedoch nicht, weil Paganini der Überlieferung nach nicht in Stimmung gewesen sei.

## Werk
Er komponierte fünf Violinkonzerte, sechs Divertimenti, sechs Trios für zwei Violinen und Cello, Duos für Violine, Klavierstücke und Vokalwerke. Daneben bearbeitete er Werke anderer Komponisten für die Violine.

## Rezeption
Neben dem Erbe des ersten Edinburgh Music Festival, das durch die vielfältige Festivallandschaft der Edinburgh Festivals weitergetragen wird, wurde Janiewicz 2022 von Juni bis Oktober mit einer Sonderausstellung im Georgian House des National Trust for Scotland gewürdigt.